# ターナー症候群
ターナー症候群（ターナーしょうこうぐん、Turner syndrome）とは、染色体異常の一つで、正常女性の性染色体がXXの2本なのに対し、X染色体の遺伝子が1本分しかないことによって発生する一連の症候群のこと。その名称は、この症候群を報告したアメリカの内分泌学者ヘンリー・ターナーに由来する。大多数は適切な医学的介入のもとで健康な社会生活を送ることから、病気・障害ではなく一種の体質であることを強調する意味で「ターナー女性」という呼称を用いることが推奨されている。

## 原因
染色体異常症のうちの異数性の一つ。配偶子形成時の減数分裂過程での染色体不分離により、X染色体が1本しかない（通常はX染色体2本かX・Y染色体1本ずつ）場合（45,X）と、X染色体の短腕欠落（46,X,i (Xq) ）、もしくはこうした要素を含むモザイクの核型や通常のX染色体にXもしくはY染色体の欠片のようなマーカー染色体がある場合などで発生する。
より厳密にいうと、X染色体は2本以上あると1本を残して不活性化して（ライオニゼーション）、X染色体が1本分しかない男性と染色体量を合わせる機構があるが、この際両端部（偽常染色体領域 PAR）は不活性化の対象にならずに実際には1本と少し分だけ働いている。このPAR領域のうち短腕側（PAR1）はY染色体短腕にも同じようなものがあり、これが染色体2本分あるのが正常だが1本分しかないと本症を呈す。従って「X染色体1本のみ」、「X染色体は2本あるが片方の短腕がない」、「X染色体は2本あるが片方が両方長腕（同腕染色体）」、「XとYを1本ずつ持つがY染色体の短腕がない」場合はターナー症候群の兆候を呈すが、逆に「X染色体は2本あるが片方の長腕がない」や「X染色体は2本あるが片方が両方短腕」の場合は本症を呈さない。
また、46,XXの女性も年齢が上がるとともにX染色体の片方が無くなった45,X細胞が特にリンパ球で増加する現象が起こる（X染色体の低頻度モザイク）が、これはターナー症候群と異なり正常の生理現象で、血液中のリンパ球に45,Xが増加しても性腺などの他組織は無関係なことが多く、生殖などに問題が起きることはない（男性もY染色体の無い細胞が高齢になると見られるが同様に正常範囲の生理現象）。

## 頻度
2010年の調査で新生女児の約2500人に1人（あるいは女児1000人に1人とも。）で見られ、45,Xが一番多く45％、残りがXまたはY染色体の構造異常やモザイク（下図参照）だが、45,X胎児は流産の率が高く妊娠28週以前では45,Xの比率はもっと多い。同じ45,Xで出産後も生存するものと流・死産に至るものの違いはよく分かっていない
流産の比率から逆残すると45,Xの胎児は受精から誕生に至るのが200人に1人（0.5％）という説もあり、あまりに胎児時代の生存率が低いことから「45,Xは本来胎生初期に致死で、出生に至っているのは正常細胞とのモザイク型だったものが成長中に正常細胞が失われ45,Xに見かけ上なったものではないか」という説もある。
ターナー症候群の核型別の頻度
| 染色体数や構造異常、モザイク                  | 略称       | 頻度（％） |
| --------------------------------------------- | ---------- | ---------- |
| 45,X                                          | XO         | 45         |
| 46,X,i (Xq)（q10）; 45,X / 46,X,i (Xq)（q10） | i (Xq)     | 15～18     |
| 46,X+mar; 45,X / 46,X+mar                     | +mar       | 7～16      |
| 45,X/46,XX;/ 45,X/47,XXX;                     | X/XX;X/XXX | 7～16      |
| 46,X,del(Xp) ; 45,X /46,X,del(Xp)             | del(Xp)    | 2～5       |
| 45,X/46,XY;45,X/ 46,X,del(Y); 45,X /46,X,r(Y) | -          | 6～11      |
| その他                                        | -          | 2～8       |

核型の意味は下記の通り、
「；」がある場合は前後で別々の核型。（列記しているだけ）
「/」がある場合は「/」の前後の核型が同一個体に確認できるモザイク。
45,X：総染色体数45本でX染色体が1本ある。
46,XX：総染色体数46本でX染色体が2本ある。（普通の女性の核型）
46,X,i (Xq)（q10）：総染色体数46本でX染色体が正常と長腕の同腕染色体1本ずつがある。（（q10）は同腕染色体のくっついている部位）
46,X+mar;：総染色体数46本で正常なX染色体とマーカー染色体（同定不能の構造異常染色体）がある。
47,XXX：総染色体数47本でX染色体が3本ある。
46,X,del(Xp) ：総染色体数46本で正常なX染色体と短腕の欠けたX染色体がある。
46,XY：総染色体数46本でXとY染色体が1本ずつある。（普通の男性の核型）
46,X,del(Y)：総染色体数46本で正常なX染色体と欠けたY染色体がある。
46,X,r(Y)：総染色体数46本で正常なX染色体とリング状のY染色体がある。
なお、X,i (Xq)やX,Xp-などと正常X染色体を併せ持つモザイク型の場合は通常構造異常が起きた方のX染色体が不活性化しており、これは正常側が不活性化した細胞は生存できなかったためとされている。

## 症状
低身長や第二次性徴の遅れを契機に疑われ、染色体検査により確定診断される。
本症によくもしくは時々見られる臨床症状の原因は大まかには以下の3つである。
全体的な染色体量の少なさと、SHOX遺伝子（X・Y染色体の短腕に存在）が1つしかないことによる低身長とそれに伴う症状。
本症の低身長は均整がとれており骨年齢も実年齢より少し遅れる程度のもので、これの副作用による症状は外反肘、中手骨短縮、盾状胸（盾のように幅広い胸）、毛髪線の低位などがみられる。ただしこれらの症状はそれほど著明ではないので、思春期に至って低身長や二次性徴の欠如が目立つようになるまでは気付かれないことも多い。
リンパ管形成遺伝子（X・Y染色体の短腕に存在）の不足によるリンパ管低形成による鬱滞で起こる体型や内臓奇形
鬱滞の副作用ではリンパ管のせり出しによる翼状頸（webbed neck、翼のように側方に広がった首）があり、内臓奇形は後述のように無い人の方が多いが、大動脈縮窄症、大動脈弁閉鎖不全症、大動脈弁狭窄症などの左心系の心奇形、馬蹄腎・重複尿管・腎回転異常などの腎奇形などが比較的高率で見られる。
卵母細胞の早期死滅による性腺機能不全
典型例では誕生時にすでに卵巣が痕跡的になっており、エストロゲンやプロゲストロンの分泌がないので第二次性徴の欠如、原発性無月経（一度も月経が来ない）などが見られるが、卵巣の退行変性が軽度な場合は思春期になっても卵母細胞が残り月経が見られる場合もある（やがて消失する）。副作用としてはエストロゲン分泌が不良なため骨量が正常女性の60％ほどしかなく無治療では骨粗鬆症になりやすい。
なお、非モザイクの45,X女性でも妊娠の報告が28例あるが、通常に比べ流・死産や奇形などが多く、実年齢より生理的年齢が多いのが原因ではないかとされている、モザイク型の場合は46,XXとの場合は1/3程に月経も見られ比較的妊娠率も高い。
ターナー症候群自体が原因の知的障害はない（IQが同胞よりやや低いことがあるが知的障害には入らない範囲。）ので、低身長に小頭を伴う場合はターナー症候群ではない。例外的にリング状のX染色体（PAR部位に欠損があって環状に変形している）と正常なX染色体を持つ（PAR部位が1本分しかないので自動的にターナー症候群になる）ターナー症候群に限り、通常起こる2本以上のX染色体がある場合に起こる不活性化が起こらず、余計な遺伝子が活動するため知的障害などが起こる場合がある。
モザイクを伴わない場合のターナー症候群の臨床症状頻度（％）
| 臨床症状                     | 45,X | 46,X,i (Xq) | 46,X,del(Xp) 注 | 46,X,del(Xq)注 |
| ---------------------------- | ---- | ----------- | --------------- | -------------- |
| 低身長                       | ＋＋ | ＋＋        | ＋              | ＋；-          |
| 原発性無月経（性腺機能不全） | 88   | 91          | 0～50           | 0～69          |
| 二次性無月経                 | 12   | 9           | 0～45           | 25～67         |
| 翼状頸                       | 49   | 21          | 0～6            | 0～3           |
| 外反肘                       | 55   | 42          | 0～35           | 0～25          |
| 心・大血管奇形               | 17   | 8           | 0～4            | 0              |
| 腎奇形                       | 20   | 13          | 0～6            | 0              |

注：欠失の部位と大きさで臨床症状の頻度が異なる。
これ以外に羊水分析の6000例に1例ぐらいの割合で見られる正常なY染色体を持つ46,XY細胞などと45,X細胞が混在する場合（X/XY混合性性腺異形成 ）は、両者の比率で女性から男性型まで（中間型もある）表現型が変化し、特に男性型の場合は特に問題がなく気が付かれないままの場合も多いが、15～20％に索状性腺・卵精巣・腹腔内精巣に腫瘍が生じる場合もある。
また、ごくまれではあるが、一卵性双生児であるにもかかわらず両名の性別が異なって生まれてくる事例（異性一卵性双生児）があり、その多くの場合で女児のほうはターナー症候群となる。詳細は双生児#異性一卵性双生児を参照。
45,Xの流産胎児の場合、嚢胞性湿腫や全身性浮腫などにより、生きて出産した例よりはるかに著しい奇形を呈する場合がある。

## 治療
- 低身長に対する成長ホルモン投与
- 性腺機能不全に対するホルモン補充（カウフマン療法）
- 循環器疾患および他の合併症の早期発見と治療